# Abrupce
Abrupce obvykle v lékařské terminologii označuje utržení nebo odtržení (svalu, šlachy od úponu), zlomení či ulomení např. (zubu, kosti) nebo odloučení (placenty). V souvislosti s abrupcí se nejčastěji hovoří o tzv. abrupci placenty.